# مطروح الأعرابي
مطروح بن سليمان بن يقظان الكلبي القضاعي الأعرابي كان والي برشلونة من 778 إلى 792.
في 778 انضم مطروح مع والده سليمان الأعرابي إلى جيش شارلمان لمحاصرة سرقسطة. وعندما صمدت سرقسطة، أخذ شارلمان رهائن من حلفائه، بما في ذلك سليمان الأعرابي. تحالف مطروح وشقيقه عيشون مع الباسك، ثم وفي معركة رونسفو باس نصبوا كمينًا لقطار أمتعة شارلمان، وأطلقوا سراح والدهم.
عاد سليمان إلى سرقسطة حيث قُتل عام 780 على يد صديقه السابق وحليفه الحسين بن يحيى الأنصاري. ونتيجة لذلك، أصبح مطروح والي برشلونة وجرندة. في عام 781، أخضع أمير قرطبة، عبد الرحمن الداخل، مدينة سرقسطة. ربما كان مطروح قد أعطى ولاءه للأمير قبل ذلك وتأكد أنه والي برشلونة.
بعد 785، دخل اثنين من خدم عيشون شقيق مطروح، هما عمروس بن يوسف وقريبه شابريت، في خدمته. بعد ذلك بوقت قصير، تمرد مطروح مرة أخرى على الأمير واستولى على وشقة وسرقسطة في حوالي عام 789. ومع ذلك، فقد اغتيل في 791 أو 792 على يد خدمه عمروس وشابريت. كوفئ عمروس من قبل الأمير.
| سبقه سليمان الأعرابي | والي برشلونة 778–792 | تبعه سعدون الرعيني |

## ملحوظات
1. ↑  Roger Collins, The Arab Conquest of Spain, 710–797 (Basil Blackwell, 1989).
2. ↑  "Aysun ben Sulayman ben Yaqdhan al-Arabí". condadodecastilla.es (بالإسبانية الأوروبية). 24 Feb 2015. Archived from the original on 2022-07-04. Retrieved 2017-12-03.